# Beady Belle
Beady Belle ist eine norwegische Jazz-Band des elektronischen Jazz (Nu Jazz bzw. Acid Jazz).

## Bandgeschichte
Beady Belle entstand aus der Zusammenarbeit der norwegischen Sängerin Beate Slettevoll Lech (* 10. April 1974) und Marius Reksjø, die als Studenten in Oslo (Lech an der staatlichen Musikakademie, Reksjø an der Universität) in Bands wie „Insert Coin“ zusammenspielten. Beate Lech war auch Leadsängerin von „Folk & Røvere“ (die bei Sonet/Universal eine CD herausbrachten) und im Jazz-Projekt „Metropolitan“ (erschienen bei Sony) und sang mit Bugge Wesseltoft, Brazz Brothers und Jon Eberson. Die Band besteht zurzeit (2007) aus Beate Lech (Sängerin, Komponistin), Marius Reksjø (Bass, Programmierung) und dem Schlagzeuger Erik Holm (sowie manchmal dem Keyboarder Jørn Øien). Die Band entstand, als Lech bei ihrem Ausstieg aus „Folk & Røvere“ 1999 von Bugge Wesseltoft die Gelegenheit geboten wurde, für dessen Jazzlabel „Jazzland“ in völliger künstlerischer Freiheit ein eigenes Album zu produzieren, das 2001 als ihr Debütalbum „Home“ erschien. Lech kannte Wesseltoft allerdings schon, seit sie einen TV-Wettbewerb gewann, dessen Preis der Auftritt mit einer Bigband beim Molde Jazz Festival war. Seit 2001 gingen sie außerhalb Norwegens in Europa und Ostasien auf Tournee. 2021 nahmen sie am Melodi Grand Prix teil, kamen dort aber nicht übers Halbfinale hinaus.

## Diskografie
| Jahr | Titel                | Höchstplatzierung, Gesamtwochen, AuszeichnungChartsChartplatzierungen (Jahr, Titel, Platzierungen, Wochen, Auszeichnungen, Anmerkungen) | Anmerkungen                  |
| Jahr | Titel                | NO | Anmerkungen                  |
| ---- | -------------------- | --- | ---------------------------- |
| 2003 | Cewbeagappic         | NO37 (1 Wo.)NO |                              |
| 2008 | Belvedere            | NO19 (4 Wo.)NO | mit Jamie Cullum, India.Arie |
| 2010 | At Welding Bridge    | NO25 (2 Wo.)NO |                              |
| 2013 | Cricklewood Broadway | NO14 (2 Wo.)NO |                              |

Weitere Alben
- Home (2001)
- Closer (2005) (mit Bugge Wesseltoft)
- On My Own (2016)
- Dedication (2018)
- Nothing But The Truth (2022)

Singles
- Playing with Fire (2021)